# Pussy (La Léchère)
Pussy (pronuncia francese: [pysi]) è comune soppresso della Savoia in Francia, dal 1972 frazione di La Léchère. Si trova sul versante orientale del Mont Bellachat, 9 km a nord-ovest di Moûtiers. Il toponimo deriva dal nome Pussius, che si riferisce al proprietario del luogo in epoca romana. Il confine del paese copre 18 km². La chiesa locale, dedicata a san Giovanni Battista, fu ricostruita nel 1669. Nel 1561 la popolazione fu registrata in 1 455 abitanti, nel 1776 in 548 e nel 1979 in 276.